# Vagant
Vagant — багатоцільове обслуговуюче судно (у різних джерелах класифікується як Multi purpose offshore vessel, Offshore support vessel, General purpose unit, Offshore service unit), яке брало участь у роботах на кількох офшорних вітрових електростанціях.

## Характеристики
Судно спорудили у 2002 році на нідерландській верфі IHC Merwede на замовлення бельгійської групи DEME. За своїм архітектурно-конструктивним типом воно відноситься до самопідіймальних (jack-up) та має чотири опори довжиною по 57,5 метра. Це дозволяє працювати в районах з глибинами моря до 30 метрів при висоті хвиль до 1,5 метра (в неопераційному режимі здатне витримувати хвилі висотою до 8 метрів).
На його робочій палубі площею 700 м2 може розміщуватись до 1000 тон вантажу (максимальне навантаження 5 тон/м2). Водночас можливості судна з переміщення вантажів незначні — основний кран має вантажопідйомність лише 8 тон.
На борту Vagant забезпечується розміщення до 16 осіб.
Переміщення цього несамохідного судна до району виконання робіт здійснюється за допомогою буксирів або суден для перевезення надважких вантажів.

## Завдання судна

### Офшорна вітроенергетика
В 2003 році судно спорудило монопальні фундаменти на данській ВЕС Самсо (протока Каттегат), забивши 7 паль діаметром 4,5 метра та вагою до 300 тон. Враховуючи останній показник, подачу паль здійснював плавучий кран Samson.
У 2007-му Vagant провадив геотехнічні дослідження на британській ВЕС Гунфліт-Сандс (Північне море біля узбережжя Ессексу).
Наступного року судно здійснювало доставку елементів вітрових агрегатів для першої черги бельгійської ВЕС Торнтон-Банк.
У 2010-му Vagant задіяли при спорудженні фундаментів першої черги ВЕС Уолні (Ірландське море). При цьому плавучий кран Taklift 7 підіймав палі довжиною 58 метрів та вагою 600 тон з баржі та передавав їх самопідіймальному судну для забивання.
З червня 2011 по лютий 2012 Vagant провадило геотехнічні дослідження на британській ВЕС Гамбер-Гейтвей (Північне море біля узбережжя Йоркширу). При цьому судно знаходилось тут уже у квітні, коли стався інцидент із застряганням двох опор у ґрунті, що загрожувало затопленням під час припливу. На час останнього команду евакуювали на буксир Dutch Pearl, який потім відвів Vagant до порту.

### Інші завдання
Vagant разом з іншим самопідіймальним судном Buzzard 2003 року розрізав корпус автомобілевоза Tricolor, який затонув у Ла-Манші біля гавані Дюнкерку.
В 2006-му судно забезпечувало проживання персоналу під час робіт із введення в експлуатацію нафтогазового родовища Де Рюйтер у нідерландському секторі Північного моря. Для цього воно було дообладнане чотирма житловими модулями.
Наступного року Vagant працював на британському газовому родовищі West Sole (так само Північне море). Воно допомагало у переміщенні бурового станка та перевстановленні маніфольдів, після чого знов використовувалось для проживання персоналу.
У 2015 році Vagant законтрактували для робіт у Гвінейській затоці під час модернізації портових споруд заводу з виробництва зрідженого природного газу Нігерія ЗПГ.  Це завдання продовжили і на наступний рік.